# Привольное (муниципальное образование город-курорт Пятигорск)
Приво́льное — село в муниципальном образовании город-курорт Пятигорск Ставропольского края России.

## География
Расстояние до краевого центра: 138 км.

## История
До 1953 года — Горячеводский район.
До 1959 года — г. Пятигорск.
До 1962 года — Предгорный район.
До 1965 года — Минераловодский район.
До 1979 года — Предгорный район.
Решением исполнительного комитета Ставропольского краевого Совета народных депутатов от 26 июля 1989 года № 288 село Привольное было передано из состава Юцкого сельсовета Предгорного района в административно-территориальное подчинение Пятигорского горсовета.

## Население
| 1989 | 2002 | 2010 | 2014 | 2021 |
| ---- | ---- | ---- | ---- | ---- |
| 452  | ↘425 | ↗430 | ↗500 | ↘300 |

По данным переписи 2002 года в национальной структуре населения Привольного преобладают русские (89 %).

## Экономика
- Подсобное хозяйство «Привольное» (бывший совхоз «Промсельхоз», совхоз «Привольный»). Упоминается в 1947—1991 годах[3]